# Swietiłowka (obwód amurski)
Swietiłowka (ros. Светиловка) – wieś (ros. seło) w południowo-wschodniej Rosji, terytorialnie i administracyjnie należąca do rejonu biełogorskiego, w obwodzie amurskim. 
Według danych statystycznych z 2016 roku wieś Swietiłowka zamieszkiwało 430 mieszkańców. 